# Mieloide

Diagramma che mostra lo sviluppo di diverse cellule del sangue dalle cellule staminali emopoietiche alle cellule mature

Diagramma completo che mostra lo sviluppo di diverse cellule del sangue dalle cellule staminali emopoietiche alle cellule mature sia nelle linee mieloidi che linfoidi.

Il termine mieloide indica un'origine nel midollo osseo o nel midollo spinale, oppure una somiglianza con queste strutture.
Nell'ematopoiesi, il termine “ cellula mieloide ” viene utilizzato per descrivere qualsiasi leucocita che non sia un linfocita . Questa terminologia è spesso vista nella classificazione dei tumori, in particolare della leucemia.
Non deve essere confuso con la " mielina ", che è uno strato isolante che ricopre gli assoni di molti neuroni.
Nell'ematopoiesi, le cellule mieloidi o cellule mielogeni sono cellule del sangue che derivano da una cellula progenitrice di granulociti, monociti, eritrociti o piastrine (il progenitore mieloide comune, cioè CMP o CFU-GEMM ), o spesso usato anche in senso più stretto, in particolare dal lignaggio del mieloblasto (i mielociti, i monociti e i loro tipi figli). 
Esiste un altro significato di mieloide che significa "relativo al midollo spinale ", ma è usato molto meno comunemente.